# Midnight Movie
Midnight Movie is een Amerikaanse horrorfilm uit 2008 onder regie van Jack Messitt. De productie won zowel de juryprijs voor beste film als die voor beste cinematografie van het Chicago Horror Film Festival 2008.

## Verhaal

### Proloog
Ted Radford bevindt zich naar aanleiding van een zenuwinzinking in een psychiatrisch ziekenhuis. Hij regisseerde jaren eerder de horrorfilm The Dark Beneath en speelde daarin zelf een rol als gemaskerde seriemoordenaar. Sinds zijn inzinking denkt hij dat hij dat personage ook daadwerkelijk is. Zijn arts laat hem in een kamertje naar de film kijken in de hoop dat dit hem helpt te genezen. Wanneer collega-arts Dave Wayne wat later komt kijken, zijn de muren van de ziekenhuishal en die van de kamers die daarop uitkomen bedekt met bloedvlekken. Zowel de dader als de lichamen van de slachtoffers van het bloedbad, zijn in geen velden of wegen te bekennen.

### Hoofdlijn
Vijf jaar na de verdwijning van Radford. Een bescheiden plaatselijke bioscoop is de eerste in veertig jaar die een publieke vertoning van The Dark Beneath op het programma zet. Omdat de film in zwart-wit en op leeftijd is, verwachten medewerkers Bridget, Rachael en Kenny niet veel publiek. Bridget laat zich daarom door haar vriend Josh en hun gezamenlijke vrienden Mario en Samantha overhalen om samen met hen in de zaal te komen zitten om naar de film te kijken. Ze draagt de leiding binnen het gebouw voor één keer over aan Kenny, die zich graag wil bewijzen.
Het viertal krijgt in de bioscoop gezelschap van Sully, die is uitgenodigd door Josh. Daarnaast zitten alleen motorrijder Harley, zijn vriendin  'Babe' , rechercheur Doug Barrons en psychiater Dave Wayne in de zaal. De politieman is er omdat hij denkt dat Radford op de vertoning af zal komen. Wayne was diens behandelend arts en had juist Barrons al verwacht. Bridgets kleine broertje Timmy wil ook graag naar binnen, maar wordt door zijn zus terug naar huis gestuurd. Ze vindt hem te jong voor een film als deze.
Wanneer The Dark Beneath een tijdje bezig is, loopt Bridget de zaal uit. Ze werd in haar jeugd mishandeld door haar vader en het geweld in de film brengt vervelende herinneringen naar boven. Josh gaat achter haar aan. Op het scherm in de bioscoop schakelt The Dark Beneath intussen over naar live-beelden vanuit de kelder van het bioscoopgebouw. Een man met exact hetzelfde masker als de moordenaar in The Dark Beneath vermoordt daar Kenny. Hiervoor gebruikt hij een vergrote, zelfgemaakte versie van een kurkentrekker, net als de dader in de film. Het publiek in de zaal denkt dat de beelden onderdeel uitmaken van The Dark Beneath en heeft niet door dat het naar een echte moord kijkt.
Josh haalt Bridget over om weer in de zaal te gaan zitten. Sully gaat die dan juist uit omdat hij naar het toilet moet. Daar valt de gemaskerde moordenaar nu hem aan. Ook dit is te zien op het grote scherm in de bioscoop. Zijn vrienden herkennen Sully en denken in eerste instantie dat hij een ingenieuze grap uithaalt. Daarna slacht de moordenaar ook Rachael af. De filmkijkers herkennen de plaats delict als de lobby van de bioscoop en gaan er kijken. Daar is niemand, maar rechercheur Barrons ontdekt dat de bloedplas op de vloer echt is. Hij overtuigt de anderen ervan dat er echte moorden plaatsvinden. Vluchten of hulp inroepen gaat niet, want er blijkt niet één telefoon te werken en het gebouw is op de een of andere manier hermetisch afgesloten.
Terug in de zaal vindt de groep Timmy, die toch naar binnen was geslopen. De gemaskerde moordenaar verschijnt en snijdt voor de ogen van de anderen dokter Waynes keel af. Barrons beschiet hem, maar de kogels doen hem niets. Timmy vertelt dat hij binnen is gekomen door een openstaand raam en dat ze zo misschien het gebouw weer uit kunnen. Eenmaal daar slaat het venster dicht op de handen van Samanthas, die zo vast komt te zitten. De rest van de groep vlucht wanneer de moordenaar ze achterhaalt. Alleen Barrons blijft om Samantha te helpen. Tevergeefs, want de moordenaar steekt zowel hem als Samantha dood met de kurkentrekker.
De overlevenden realiseren zich dat de gemaskerde moordenaar zich exact zo gedraagt zoals die in de film. Ze besluiten daarom de film te stoppen in de hoop dat ook hun achtervolger dan stopt met zijn praktijken. Timmy klimt door het ventilatiesysteem en haalt de deur van de projectiekamer van binnenuit van het slot. Harley maakt het apparaat vervolgens kapot. De afbeelding van de moordenaar op de losse filmbeelden blijft daarop niettemin bewegen, waarna de filmrol zichzelf herstelt en weer gaat draaien. De gemaskerde moordenaar blijkt bovennatuurlijk.
De moordenaar manifesteert zichzelf vanuit het niets in de kamer en jaagt de groep uit elkaar. Harley, zijn vriendin en Timmy verstoppen zich samen in een kast. De moordenaar steekt Harley hier dwars door het hout heen dood. Bridget, Josh en Mario belanden intussen weer in de filmzaal. Ze zien op het scherm hoe Babe omkomt. Mario gaat er in zijn eentje vandoor, maar wordt achterhaald door de moordenaar. Die houdt hem met één arm vast en steekt met de andere de kurkentrekker in een stopcontact. Zodoende elektrocuteert hij Mario. De elektriciteit doet hem zelf niets. Josh en Bridget zoeken Timmy, maar in plaats daarvan vindt de moordenaar hen. Hij doorboort Josh' schedel met de kurkentrekker. Bridget vindt Timmy alsnog, in de filmzaal. Ze is tot de conclusie gekomen dat de moordenaar hen alleen iets aan kan doen als ze angst voor hem tonen. Anders is hij machteloos. Wanneer de moordenaar hen daadwerkelijk vindt, blijkt haar theorie te kloppen. Zodra ze één moment twijfel toont, valt hij alsnog aan aan.
Wanneer Bridget bij bewustzijn komt, bevindt ze zich in de film The Dark Beneath. In een kamertje vindt ze zowel het verdwenen ziekenhuispersoneel van vijf jaar eerder, haar vrienden als rechercheur Barrons en dokter Wayne terug. Ze hebben allemaal verwondingen waarmee ze eigenlijk niet meer in leven horen te zijn, maar zijn dat wel. De moeder van de gemaskerde moordenaar verschijnt en slaat Bridget neer. Wanneer ze weer bijkomt, ligt ze vastgebonden op een tafel. De moordenaar laat haar weten dat hij haar dingen gaat aandoen die haar zullen doen wensen dat ze zou kunnen sterven. Vervolgens begint hij met een nijptang een voor een haar tenen af te knippen. De amputaties doen haar pijn, maar nadat ze zich herinnert dat hij alleen de macht heeft die zij hem geeft, doet het afknippen van de derde haar niets. De moordenaar gooit woedend de tafel met Bridget erop omver. Omdat een personage uit de film hem afleidt, ziet ze kans weg te komen. Tijdens haar vlucht treft ze Timmy aan en neemt ze hem mee het huis uit. Ze ziet in de verte dat de aftiteling van The Dark Beneath op het punt van beginnen staat en geeft Timmy een gooi. Die valt daardoor door het doek, de bioscoopzaal in de werkelijke wereld weer in. Er is geen tijd meer voor Bridget om zelf te ontsnappen omdat meteen daarna de film eindigt.

### Epiloog
De politie arriveert in de bioscoop en treft hier alleen Timmy aan. Ze beschouwen Timmy's getuigenis van het gebeurde als onzin en voeren hem af. Ze gaan ervan uit dat Radford verantwoordelijk is voor wat ze aantreffen laten een opsporingsbevel voor hem uitvaardigen.

## Rolverdeling
| - Rebekah Brandes - Bridget - Daniel Bonjour - Josh - Greg Cirulnick - Mario - Mandell Maughan - Samantha - Stan Ellsworth - Harley - Melissa Steach - 'Babe' - Justin Baric - Timmy - Jon Briddell - Doug Barrons - Michael Swan - Dave Wayne - Michael Schwartz - Sully | - Brea Grant - Rachael - Shaun Ausmus - Kenny - Lee Main - Filmmoordenaar - Carol Stanzione - Filmmoordenaars moeder - Ashley Black - Jackie - Jim Mahoney - Bobby - Kathryn Aagesen - Monica - Dinora Walcott - Lucinda - Arthur Roberts - Ted Radford - Christopher Page - Dr. Cashin |